# Cross de Atapuerca
Cross Internacional de Atapuerca — международный кроссовый пробег, который традиционной проводится в начале ноября в городе Атапуэрка (Испания). Проводится с 2004 года. В разные годы длина дистанции была разной, но с 2011 года его сделали постоянным. В 2012 и 2013 годах длина дистанции у мужчин составляет 9807 метров, а у женщин 7839 метров. Наряду с основными забегами, отдельно проходят соревнования среди детей, юношей и юниоров.

## Победители
| №    | Год  | Победитель у мужчин      | Победитель у женщин    |
| ---- | ---- | ------------------------ | ---------------------- |
| I    | 2004 | Хесус Нунес (ESP)        | Ниевес Сарса (ESP)     |
| II   | 2005 | Исаак Висиоса (ESP)      | Сара Вальдерас (ESP)   |
| III  | 2006 | Хишам Шатт (MAR)         | Марта Домингес (ESP)   |
| IV   | 2007 | Элиджа Челимо (KEN)      | Симрет Султан (ERI)    |
| V    | 2008 | Алемайеху Безабех (ESP)  | Маргарет Мариуки (KEN) |
| VI   | 2009 | Гебре Гебремариам (ETH)  | Гензебе Дибаба (ETH)   |
| VII  | 2010 | Теклемариам Медхин (ERI) | Гензебе Дибаба (ETH)   |
| VIII | 2011 | Иман Мерга (ETH)         | Линет Масаи (KEN)      |
| IX   | 2012 | Иман Мерга (ETH)         | Хивот Аялев (ETH)      |
| X    | 2013 | Иман Мерга (ETH)         | Хивот Аялев (ETH)      |